# 525
| [ Edytuj tabelę ]          |                                                                 |
| Król Aksum                 | - 520 Kaleb 540                                                 |
| Cesarz Bizancjum           | - 518 Justyn I 527                                              |
| Cesarz Chin                | - 502 Liang Wudi 549                                            |
| Król Franków               | - 511 Childebert I 558 - 511 Teuderyk I 534 - 511 Chlotar I 561 |
| Król Kentu                 | - 522 Eormenric 560                                             |
| Patriarcha Konstantynopola | - 520 Epifaniusz 535                                            |
| Władca Korei               | - 519 Anjang 531                                                |
| Król Mercji                | - 501 Cnebba (?) 566                                            |
| Król Munsteru              | - 523 Dub 527                                                   |
| Król Ostrogotów            | - 471 Teodoryk Wielki 526                                       |
| Papież                     | - 523 Jan I 526                                                 |
| Król Persji                | - 488 Kawad I 531                                               |
| Król Wandalów              | - 523 Hilderyk 530                                              |
| Król Wessexu               | - 519 Cerdic 534                                                |
| Król Wizygotów             | - 511 Teodoryk Wielki 526                                       |

Rok 525 / DXXV
stulecia: V wiek ~
VI wiek ~
VII wiek

lata: 515 «
520 «
521 «
522 «
523 «
524 «
525
» 526
» 527
» 528
» 529
» 530
» 535

## Wydarzenia
- Zakonnik Dionizjusz Mały zaproponował liczenie lat kalendarzowych od roku narodzin Chrystusa.

## Urodzili się
- Aleksander z Tralles, lekarz bizantyński
- Jan Klimak, święty Kościoła katolickiego

## Zmarli
- Anicius Manlius Severinus Boethius, rzymski filozof
- Zu Nuwas, król Himjarytów